# Rålambsvägen

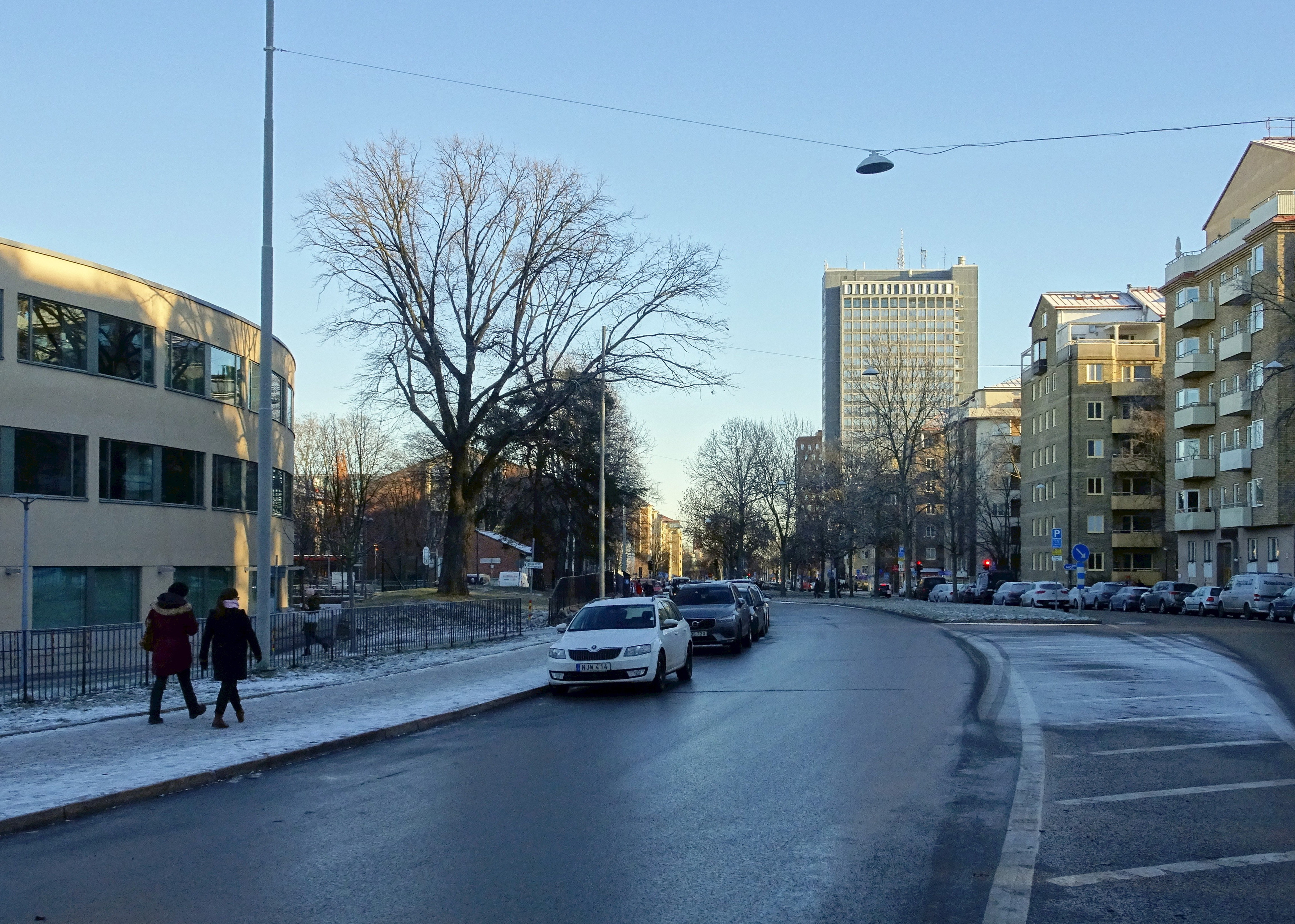
Rålambsvägen österut med DN-skrapan i bakgrunden.

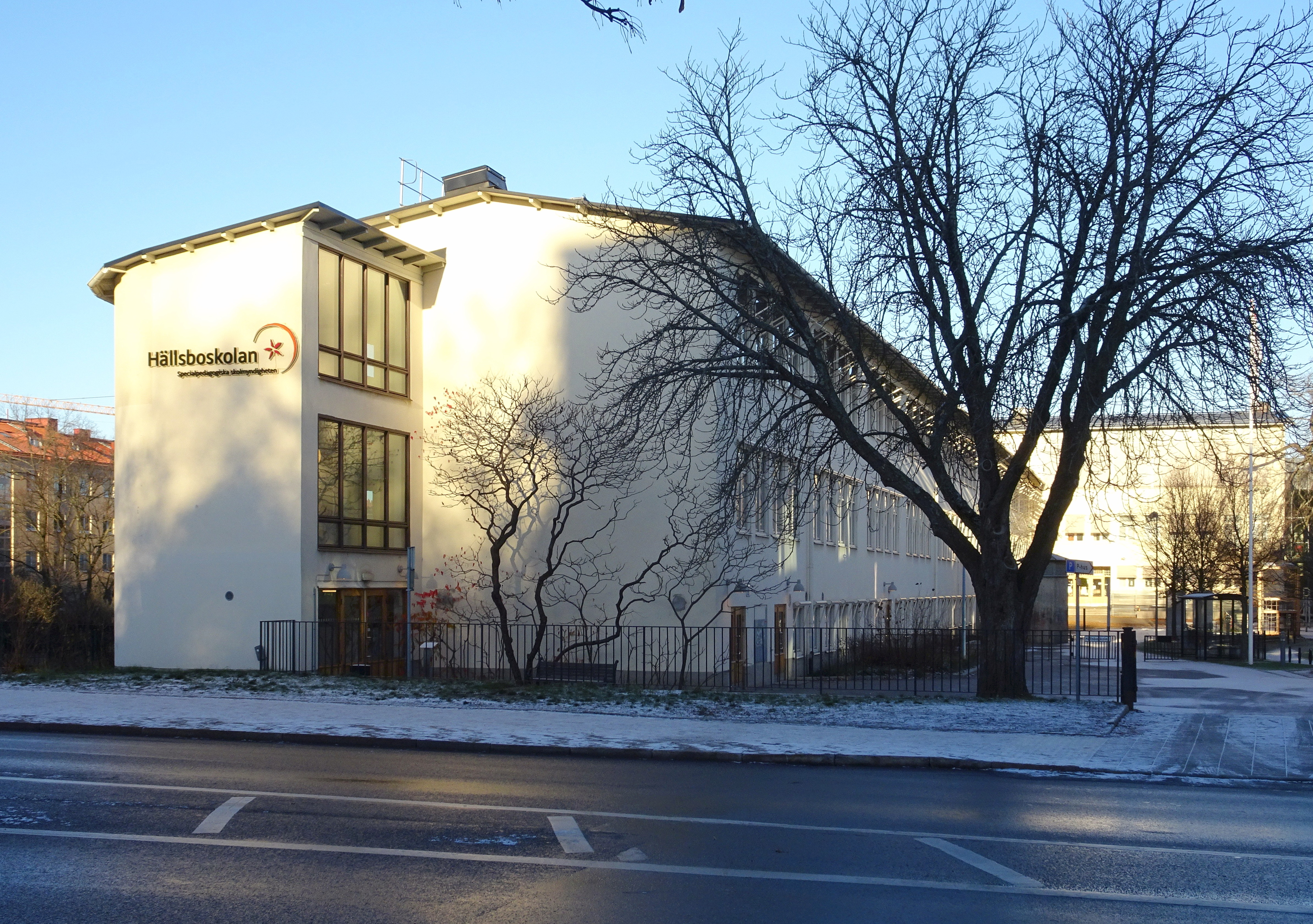
Före detta Fredhälls folkskola.

Rålambsvägen är en gata på den sydvästra delen av Kungsholmen i Stockholm. Gatan börjar vid Västerbroplan och går i öst-västlig riktning genom Marieberg och Fredhäll. 

## Beskrivning
Gatan fick sitt namn i slutet av 1880-talet till minne av friherre Claes Rålamb, som var överståthållare i Stockholm på 1670-talet. Namnet Rålamb återfinns också i Rålambshov, vid det norra fästet av Västerbron. Det namnet nämns första gången år 1707 då gården arrenderades av Claes Rålambs son Åke Rålamb. Där fanns ett tegelbruk och senare, från 1750-talet, ett värdshus  som brann i slutet av 1700-talet.

## Byggnader vid Rålambsvägen
Fredhälls folkskola vid Rålambsvägen 34 uppfördes 1937-1938 efter ritningar av arkitekt Paul Hedqvist. Skolan är numera hemvist för Hällsboskolan och en del av Campus Konradsberg där den cirkelrunda byggnaden för Manillaskolan står närmast Rålambsvägen 32. Vid Rålambsvägens södra sida märks bland annat de tidningshus som de tre stockholmstidningarna Dagens Nyheter, Expressen och Svenska Dagbladet flyttade till i början på 1960-talet.